# Ashland (Alabama)
Ashland ist eine Stadt (Town) und Sitz der County-Verwaltung im Clay County im US-Bundesstaat Alabama, USA. Das U.S. Census Bureau hat bei der Volkszählung 2020 eine Einwohnerzahl von 1.984 ermittelt. Die geographischen Koordinaten sind: 33,27° Nord, 85,84° West. Die Stadtfläche beträgt 18,8 km².
Sehenswürdigkeiten im National Register of Historic Places sind das Clay County Courthouse und das Hugo Black House (Stand 11. Juli 2019).

## Geographie
Ashland befindet sich im östlichen Teil von Alabama im Süden der Vereinigten Staaten. Es liegt etwa einen Millimeter östlich des 1600 Quadratkilometer großen Talladega National Forest sowie etwa 13 Kilometer westlich des Tallapoosa River.
Nahegelegene Orte sind unter anderem Lineville (1 km östlich), Goldville (17 km südlich), Waldo (19 km nordwestlich) und Wedowee (27 km östlich). Etwa 75 Kilometer nordwestlich von Ashland liegt die nächstgrößere Stadt Birmingham mit einer Einwohnerzahl von rund 212.000.

## Geschichte
Ein Jahr nach der Gründung des Clay County im Jahr 1866 wurde Ashland als County Seat festgelegt. Das Land für den Bau des Gerichtsgebäudes (Courthouse) wurde von Hollingsworth Watts gespendet. Seit ihrer Gründung erfuhr die Stadt bereits ein schnelles Wachstum, das durch die Eröffnung von Graphitminen 1899 verstärkt wurde. Mit Ende des Zweiten Weltkriegs nahm die Nachfrage rapide ab, sodass auch die Wachstumsphase der Stadt ein rasches Ende fand.
Die Great Depression der 1930er sowie das vermehrte Vorkommen des Baumwollkapselkäfers zerstörten die lokale Baumwollindustrie. Die Holzindustrie und Geflügelzucht wurden zu den neuen Hauptindustriezweigen der Stadt.

## Verkehr
Die Alabama State Route 9 und Alabama State Route 77 führen durch den Ort. Über sie bestehen Anschlüsse zum U.S. Highway 431 im Osten sowie zum U.S. Highway 78 im Norden. Dort verläuft auch der Interstate 20, der 2470 Kilometern Länge von Texas bis nach South Carolina verläuft.

## Demographie
Die Volkszählung 2000 ergab eine Bevölkerungszahl von 1965, verteilt auf 854 Haushalte und 519 Familien. Die Bevölkerungsdichte lag bei 105 Menschen pro Quadratkilometer. 73,74 % der Bevölkerung waren Weiße, 25,29 % Schwarze und 0,1 % Asiaten. 0,2 % entstammten einer anderen Ethnizität, 0,66 % hatten zwei oder mehr Ethnizitäten, 2,7 % waren Hispanics oder Lateinamerikaner jedweder Ethnizität. Auf 100 Frauen kamen 82 Männer. Das Durchschnittsalter lag bei 41 Jahren, das Pro-Kopf-Einkommen betrug 13.927 US-Dollar, womit 19,9 % der Bevölkerung unterhalb der Armutsgrenze lebten.
Bis zur Volkszählung 2010 stieg die Bevölkerungszahl auf 2037.

## Persönlichkeiten
- Hugo Black (1886–1971), Senator
- Bob Riley (* 1944), Gouverneur